# Sonic Adventure 2
Sonic Adventure 2 (japanisch:ソニックアドベンチャー 2, Hepburn: Sonikku Adobenchā Tsū), bei Neuveröffentlichungen zwischenzeitlich auch Sonic Adventure 2 Battle, ist ein 3D-Jump-’n’-Run-Computerspiel, das von Sonic Team entwickelt und von Sega erstmals in den USA am 18. Juni 2001 für das Sega Dreamcast veröffentlicht wurde. Das Spiel wurde in Japan und in Europa auf dem Tag genau am 23. Juni 2001 anlässlich zu Sonics 10-jährigem Jubiläum herausgebracht.
Es verfügt über sechs steuerbare Hauptcharaktere in zwei sich fortlaufend kreuzenden Storysträngen und hauptsächlich drei verschiedenen Gameplay-Schwerpunkten. Das Spiel beeindruckte Fans sowie Fachpresse, stellte aber das letzte Sonic-Spiel auf einer Sega-Konsole dar. Schon im selben Jahr stellte es im Dezember 2001 zeitgleich mit Sonic Advance das erste Sonic-Spiel auf einer Nintendo-Konsole dar, als es unter dem Namen Sonic Adventure 2 Battle für den Nintendo GameCube veröffentlicht wurde und dort deutlich bessere Verkaufszahlen erzielen konnte. Die 2012 für PlayStation 3, Xbox 360 und Steam veröffentlichte Revision überarbeitete Sonic Adventure 2 Battle abermals, nannte sich aber wieder nur Sonic Adventure 2, da man manche Inhalte via kostenpflichtigen DLC dazuerwerben sollte.
Mit diesem Spiel wurden die neuen Charaktere Shadow the Hedgehog und Rouge the Bat eingeführt. Es verfügt über einen Mehrspieler-Modus und der Chao Garden ist wieder enthalten.
Es ist der Nachfolger von Sonic Adventure (1998) und der Vorgänger von Sonic Heroes (2003).

## Handlung
Dr. Eggman beschließt, nachdem er das Tagebuch seines schon lange verstorbenen Großvaters Professor Gerald Robotnik studiert hat, in einen Hochsicherheitstrakt von G.U.N. einzudringen und befreit dort mit Hilfe eines Chaos Emerald und dem Passwort „Maria“ eine Kreatur namens Shadow the Hedgehog. Dieser fordert Dr. Eggman ohne wirkliche Erklärung auf, mit weiteren Chaos Emeralds auf der Weltraumstation ARK aufzutauchen, bevor er verschwindet. Shadow sucht zunächst im Alleingang selbst weiter die Chaos Emeralds und sorgt dabei für Ärger und Tumulte, womit er die Aufmerksamkeit der Polizei auf sich zieht, die Shadow fälschlicherweise für Sonic hält. Als der unschuldige Sonic dafür verhaftet wird, entkommt dieser zwar von seinem Helikoptertransport und rast durch die Großstadt, trifft dann aber auf Shadow, der Sonic mit seiner Chaos Control-Fähigkeit beeindruckt, bevor die Polizei Sonic endgültig festnimmt und auf Prison Island einsperrt. Shadow erinnert sich nur lückenhaft an seine Vergangenheit, aber vor allem wird er die Erinnerung an ein erschossenes Mädchen namens Maria nicht los. Im Glauben, es wäre ihre letzte Bitte vor ihrem Tod gewesen, will Shadow daher die Menschheit auslöschen.
Derweil streitet sich Knuckles mit einer Fledermausdame namens Rouge the Bat, die auf der Suche nach Juwelen den Master Emerald für sich haben möchte. Dr. Eggman schaltet sich ein und möchte während des Streits den Master Emerald stehlen, doch als Knuckles dies bemerkt, entzweit er den Master Emerald wieder in mehrere Splitter, um so auf Kosten des erneuten Suchens nach den einzelnen Splittern den Diebstahl zu verhindern. Jedoch beginnt Rouge diesmal parallel ebenfalls mit der Suche nach den Splittern und verfolgt zudem Dr. Eggman. Als dieser die Weltraumstation ARK erstmals erreicht, kann Rouge ihm unbemerkt folgen und bekommt mit, wie Shadow Dr. Eggman von der Superwaffe Eclipse Cannon an Bord der ARK erzählt, die mit der Macht aller Chaos Emeralds in der Lage ist, die Welt zu zerstören. Rouge offenbart sich und möchte sich Dr. Eggman und Shadow anschließen. Um deren Vertrauen zu gewinnen, übergibt sie den dritten Chaos Emerald.
Tails hat von Sonics Verhaftung erfahren und kann nicht glauben, dass dieser Verbrechen begangen haben soll, weswegen er mit dem Tornado 2 nach Prison Island aufbricht. Auf dem Weg stößt er auf Amy Rose, die zufällig Shadow, Dr. Eggman und Rouge getroffen und Shadow mit Sonic verwechselt hat. Nach einem Kampf zwischen Tails und Dr. Eggman können Tails und Amy Sonic aus dem Gefängnis befreien. Dr. Eggman plant, die drei Chaos Emeralds auf der Insel zu finden und anschließend die Insel mitsamt Sonic in die Luft zu jagen. Im Dschungel kommt es zum Kampf zwischen Sonic und Shadow, bis Dr. Eggman Shadow über Funk über die baldige Detonation informiert, nachdem Rouge die drei Chaos Emeralds ergattern konnte. Allen Charakteren gelingt rechtzeitig die Flucht und Dr. Eggman verfügt bereits über sechs der sieben Chaos Emeralds.
Dr. Eggman lässt weltweit ein Video ausstrahlen, in dem er ankündigt, in 24 Stunden den Planeten zu vernichten und zur Machtdemonstration zerstört er mit der Macht seiner bisherigen Chaos Emeralds den Mond, womit eine weltweite Massenpanik ausbricht, während ein 24-Stunden-Timer permanent herunterzählt. Daraufhin nimmt er Kontakt zum Präsidenten auf und fordert eine Unterwerfung der Welt innerhalb dieser 24 Stunden, andernfalls werde er die Eclipse Cannon nach Ablaufs des Zeitlimits auf den Planeten richten. Sonic und Tails eilen während des Gesprächs zum Präsidenten und können herausfinden, dass Dr. Eggman von der Weltraumstation ARK aus Kontakt aufnahm. Doch auch Dr. Eggman erfährt, dass der letzte Chaos Emerald in Tails’ Besitz ist. Sonic, Tails, Knuckles und Amy folgen Rouge zu Dr. Eggmans Geheimbasis und steigen mit an Bord einer Rakete, die alle in den Weltraum bringt. Vorsorglich hat Tails eine echt aussehende Chaos-Emerald-Fälschung angefertigt und Sonic übergeben.
Knuckles hat seine Master Emerald-Splitter versehentlich verloren und muss sie im Weltraum erneut suchen. Dort trifft er auf Rouge und es kommt zum Kampf. Doch als Rouge in ein Lavabecken zu fallen droht, rettet Knuckles sie. Daraufhin übergibt Rouge ihre Splitter an Knuckles, der den Master Emerald wiederherstellt. An Bord der Weltraumstation ARK konnte Dr. Eggman Amy in seine Gewalt bringen. Während Dr. Eggman und Tails kämpfen, erscheint Sonic. Zur Freilassung fordert Dr. Eggman den letzten Chaos Emerald und Sonic möchte die Fälschung übergeben, doch Dr. Eggman durchschaut den Trick, sperrt Sonic in eine Kapsel und lässt diese im Weltraum explodieren. Während Tails und Amy Sonics vermeintlichen Tod betrauern, konnte Sonic unmittelbar vor der Explosion entkommen, indem er Chaos Control mit dem gefälschten Chaos Emerald anwendete. Es kommt zum Kampf zwischen Sonic und Shadow, woraufhin Sonic die Eclipse Cannon zerstört, wodurch alle erfahren, dass Sonic überlebt hat. Doch Dr. Eggman konnte den letzten Chaos Emerald an sich reißen und setzt ihn für die Eclipse Cannon ein, was unerwarteterweise zufolge hat, dass ein Video von Professor Gerald Robotnik in Gefangenschaft, welches vor 50 Jahren aufgenommen wurde, weltweit ausgestrahlt wird.
Im weltweit ausgestrahlten Video zeigt sich der verhaftete Professor Gerald Robotnik hasszerfressen und kündigt an, dass die Welt in ungefähr 27 Minuten untergehen wird, da in diesem Moment die sieben Chaos Emeralds auf der Weltraumstation ARK vereint wurden, was zufolge hat, dass die Weltraumstation mit voller Wucht auf den Planeten einschlägt, womit alles Leben auf dem Planeten zerstört wird. Auf diese Weise möchte er auch sicherstellen, dass niemand auf der Weltraumstation überleben kann, was nicht im Sinne von Dr. Eggman ist. Dieser präsentiert Sonic, Tails, Knuckles, Amy und Rouge das digitale Tagebuch seines Großvaters, welches erklärt, dass seine Arbeiten an der „ultimativen Lebensform“ der Regierung nicht geheuer war und seine Forschungseinrichtung gewaltsam gestürmt wurde, um Shadow, der als ultimative Lebensform bezeichnet wurde, gefangen zu nehmen. Dabei kam Professor Gerald Robotniks Enkelin und Dr. Eggmans Cousine Maria Robotnik ums Leben, während Shadow ihren Tod hilflos mitansehen musste.
Durch Rouges Einfall kommen die Protagonisten auf die Idee, die Macht der Chaos Emeralds mit der Macht des Master Emeralds zu neutralisieren, um so die Kollision und den Weltuntergang zu verhindern. Dazu muss der Master Emerald jedoch in den Kern der Weltraumstation gebracht werden, während die Zeit knapp wird. So arbeiten Sonic, Tails, Knuckles, Dr. Eggman und Rouge zusammen, nur Shadow weigert sich zu helfen, da er so sein Ziel, die Menschheit auszulöschen, erreichen kann. Als Amy auf ihn einredet, erinnert er sich daran, dass die sterbende Maria Robotnik Shadow sogar gegenteilig bat, den Menschen eine Chance zu geben. So macht er sich ebenfalls zum Kern auf und holt Sonic und Knuckles ein, als diese den Kern erreicht haben. Doch der Sockel für den Master Emerald, eine exakte Kopie von Angel Island, wird vom Prototypen der ultimativen Lebensform, Biolizard, bewacht. Shadow kämpft gegen den Biolizard, damit Knuckles den Master Emerald in den Sockel setzen kann, was die Energie der Chaos Emeralds stoppt. Doch stattdessen nutzt Biolizard all seine Energie, um vom Weltraum aus die Weltraumstation auf Kollisionskurs mit dem Planeten zu halten. Sonic und Shadow nutzen die Macht der Chaos Emeralds, um zu Super Sonic und Super Shadow zu werden und den Biolizard kurz vor der Kollision vom Weltraum aus zu bekämpfen. Dieser wird besiegt und unmittelbar vor der Kollision nutzen Super Sonic und Super Shadow gemeinsam Chaos Control, um die in die Erdatmosphäre eindringende Weltraumstation wieder weit weg in den Orbit zu teleportieren. Die Menschheit sieht die Rettung der Welt am Himmel und feiert den verhinderten Weltuntergang, während Shadow seine Kräfte verlassen und er sich anscheinend dafür geopfert hat, der Menschheit eine Chance zu geben. Sonic, Tails, Knuckles, Amy, Dr. Eggman und Rouge sind erleichtert, trauern aber auch um Shadow.

## Gameplay
In Sonic Adventure 2 kann man zu Beginn zwischen der „Hero Story“ und der „Dark Story“ wählen, um die Handlung entweder aus der Sicht von Sonic, Tails und Knuckles (bis zur Zerstörung der Eclipse Cannon) oder aus der Sicht von Shadow, Dr. Eggman und Rouge (bis zu Dr. Eggmans Zusammentragen aller sieben Chaos Emeralds) zu erleben. Werden beide Storystränge durchgespielt, schaltet sich die finale Geschichte „Last Story“ (ab Professor Gerald Robotniks Videoausstrahlung) frei. Ohne Oberwelten setzt sich das Spiel neben den Filmsequenzen von einer Action Stage zur anderen fort, bei denen jede Action Stage einen vorgeschriebenen Charakter mit dem entsprechenden Gameplay vorgibt. Alle Charakter eint, dass sie sich in dreidimensionalen Welten bewegen. Bei Berührung können die goldenen Ringe eingesammelt werden; Nimmt die Spielfigur Schaden, verliert sie die Ringe. Nimmt die Spielfigur Schaden, ohne Ringe oder einen Schutzschild zu besitzen, fällt in einen tödlichen Abgrund oder ertrinkt, verliert sie ein Extraleben, von denen man zu Spielbeginn drei besitzt (nur Tails und Dr. Eggman verfügen über eine Energieleiste, unabhängig von der Anzahl der Ringe). In den Itemboxen kann sich ein Extraleben, fünf Ringe, zehn Ringe, 20 Ringe, ein Schutzschild, ein magnetischer Schutzschild, vorübergehende erhöhte Geschwindigkeit, vorübergehende Unverwundbarkeit, Heilung oder eine Explosion, die alle derzeitigen Gegner auf dem Bildschirm besiegt, enthalten sein. Checkpoints in Form von Laternen markieren bei einem Lebensverlust den Rücksetzpunkt. Für das erstmalige Lösen einer Action Stage erhält man ein sogenanntes Emblem. Nach jedem erfolgreich abgeschlossenen Level oder Bosskampf erhält man ein Emblem und eine Wertung von Rang A bis Rang E. Im freischaltbaren Trial-Modus kann man in einer jeder Action Stage bis zu fünf Embleme erhalten, in dem man zusätzlich 100 Ringe sammelt, einen Chao mittels Mystic Melody (können alle Charakter in einer ihrer Stage finden) aufspürt, die Stage innerhalb eines Zeitlimits und in deutlich erschwerten Variante löst. Um alle 180 Embleme zu erhalten, muss man zudem alle Missionen auf Rang A abschließen und Aufgaben im Chao Garden lösen, erhält dann aber Zugriff auf eine neue 3D-Variante der Green Hill Zone aus Sonic the Hedgehog.

### Sonic & Shadow
Sonics und Shadows Gameplay besteht aus Erreichen des Ziels der jeweiligen Level in Form eines großen Ringes. Dabei sind die Level auf Geschwindigkeit ausgelegt und verfügen oft über mehrere Stellen zum Grinden, teils auch über längere Zeiträume. Sonic und Shadow verfügen beim Springen über die Spin Attack, mit der viele Gegner bei Berührung besiegt werden können. Mit der Sprungtaste in der Luft kann die Homing Attack ausgeführt werden, mit der sie direkt auf Gegner in unmittelbarer Nähe zusteuern, während der Somersault ebenso auf Knopfdruck möglich ist. Früh im Spiel erhält Sonic die Light Shoes und Shadow die Air Shoes, mit denen sie einer Reihe von Ringen mit dem Light Dash automatisch folgen. Zudem können Sonic und Shadow das Ancient Light finden, um über die Light Attack zu verfügen und den Flame Ring, um mit ihrem Somersault auch Metallkisten zu zerstören. Nur Sonic kann den Bounce Bracelet finden, um die Bounce Attack zu lernen. Mit dem Flame Ring und der Bounce Attack kann Sonic zudem die Magic Gloves finden, mit denen sich Gegner in Bälle verwandeln lassen, die herumgetragen werden können.
Sonic bestreitet die sechs Action Stages City Escape, Metal Harbor, Green Forest, Pyramid Cave, Crazy Gadget und Final Rush, sowie Bosskämpfe gegen Bigfoot, Shadow, Egg Golem und das Finale gegen Shadow, zudem einen Teil des Cannon Core der „Last Story“ mit dem Finalhazard-Kampf als Super Sonic und die freischaltbare Green Hill Zone. Shadow bestreitet die vier Action Stages Radical Highway, White Jungle, Sky Rail und Final Chase, sowie Bosskämpfe gegen Hot Shot, Sonic und das Finale gegen Sonic, zudem den Biolizard-Kampf in der „Last Story“ und den Finalhazard-Kampf als Super Shadow.

### Tails & Dr. Eggman
Tails’ und Dr. Eggmans Gameplay besteht aus Erreichen des Ziels der jeweiligen Level in Form eines großen Ringes in ihren Maschinen Cyclone und Egg Walker, mit denen sie mehrere Gegner am Stück auf Knopfdruck anvisieren und durch Loslassen des Knopfdrucks anschließend abschießen können wie E-102 Gamma in Sonic Adventure, wobei diesmal kein Zeitdruck besteht und besiegte Gegner keinen Zeitbonus geben. Dafür verfügen Tails und Dr. Eggman über eine Energieleiste und wenn diese komplett geleert wurde, verlieren sie ein Extraleben und müssen vom letzten Checkpoint aus beginnen, wobei die Energie mit Heilung aus Itemboxen aufgefüllt werden kann. Oft müssen auch Schlüssel oder Schalter aus der Ferne getroffen oder Türen und Tore gewaltsam geöffnet werden. Beide attackieren aus der Ferne mit der Volkan Cannon und im Nahkampf mit dem Propeller Punch. Tails kann den Booster und Dr. Eggman die Jet Engine finden, um mit den Maschinen in der Luft zu schweben. Die Bazooka für Tails und die Large Cannon für Dr. Eggman erlauben das Zerstören von Metallkisten, während beide Charaktere den Laser Blaster finden können, der es ihnen wie zuvor E-102 Gamma erlaubt, noch mehr Gegner mit einem Tastendruck anzuvisieren. Nur Dr. Eggman kann den Protective Armor aufspüren, der seine Energieleiste erweitert.
Tails bestreitet die fünf Action Stages Prison Lane, Mission Street, Route 101, Hidden Base und Eternal Engine, sowie zwei Bosskämpfe gegen Dr. Eggman, zudem einen Teil des Cannon Core der „Last Story“. Dr. Eggman bestreitet die fünf Action Stages Iron Gate, Sand Ocean, Lost Colony, Weapons Bed und Cosmic Wall, sowie zwei Bosskämpfe gegen Tails und einen gegen den Egg Golem, zudem einen Teil des Cannon Core der „Last Story“.

### Knuckles & Rouge
Knuckles’ und Rouges Gameplay besteht aus dem Sammeln der Master Emerald-Splitter, Chaos Emeralds oder Schlüssel auf dieselbe Weise. Dabei sind in den jeweiligen Leveln immer drei Gegenstände versteckt und ein Radar zeigt an, wie nahe man einem Gegenstand ist (anders als in Sonic Adventure müssen die Gegenstände in festgelegter Reihenfolge nacheinander gefunden werden, womit das Radar immer nur einen Gegenstand anzeigen kann), zudem können Monitore in den Leveln bis zu drei mehr oder wenige deutliche Tipps geben, wo oder wie man nach den Gegenständen suchen sollte. Wurden alle drei Gegenstände, die sich bei jedem Spieldurchlauf an anderen, zufallsgenerierten Orten befinden, gefunden, ist der Level erfolgreich beendet. Mit der Sprungtaste in der Luft können Knuckles und Rouge vorwärts schweben und an Wänden klettern. Zudem sind sie fähig, auf Knopfdruck mit der Punch Attack bzw. dem Screw Kick und fortgeschritterweise mit dem Spiral Upper bzw. dem Drill Drive anzugreifen. Werden die Shovel Claw bzw. die Pick Nails gefunden, können Knuckles und Rouge zusätzlich im Boden oder an Wänden in Erde oder Sand graben. Ab diesem Zeitpunkt können die gesuchten Gegenstände auch vergraben sein, des Weiteren findet man so auch vergrabene Itemboxen. Nur Knuckles kann die Air Necklace finden, um unter Wasser zu atmen, was optional, aber sehr hilfreich ist. Mit den Hammer Gloves für Knuckles und den Iron Boots für Rouge können Metallkisten zerstört werden, während nach dem Aufspüren Knuckles’ Sunglasses und Rouges Treasure Scope auf Knopfdruck aufgesetzt werden können, um geheime Schätze zu orten.
Knuckles bestreitet die fünf Action Stages Wild Canyon, Pumpkin Hill, Aquatic Mine, Death Chamber und Meteor Herd, sowie Bosskämpfe gegen King Boom Boo und Rouge, zudem einen Teil des Cannon Core der „Last Story“. Rouge bestreitet die fünf Action Stages Dry Lagoon, Egg Quarters, Security Hall, Route 280 und Mad Space, sowie Bosskämpfe gegen Flying Dog und Knuckles, zudem einen Teil des Cannon Core der „Last Story“.

## Synchronisation
Sowohl im englischsprachigen als auch im japanischsprachigen Bereich behielten die meisten Charaktere, die bereits in Sonic Adventure vorkamen, ihre Stimmen. Nur Tails und Knuckles wurden in beiden Fällen von neuen Synchronsprechern verkörpert. Dabei ist Tails’ neue englische Stimme Conner Bringas der jüngere Bruder des früheren Tails-Sprechers Corey Bringas.
| Synchronsprecher in Sonic Adventure 2 | Synchronsprecher in Sonic Adventure 2 | Synchronsprecher in Sonic Adventure 2 |
| Figur im Spiel                        | Englischer Synchronsprecher           | Japanischer Synchronsprecher          |
| ------------------------------------- | ------------------------------------- | ------------------------------------- |
| Sonic the Hedgehog                    | Ryan Drummond                         | Jun'ichi Kanemaru                     |
| Miles Tails Prower                    | Conner Bringas                        | Atsuki Murata                         |
| Knuckles the Echidna                  | Scott Dreier                          | Nobutoshi Canna                       |
| Shadow the Hedgehog                   | David Humphrey                        | Kôji Yusa                             |
| Dr. Eggman                            | Deem Bristow                          | Chikao Ōtsuka                         |
| Rouge the Bat                         | Lani Minella                          | Rumi Ochiai                           |
| Amy Rose                              | Jennifer Douillard                    | Taeko Kawata                          |
| Professor Gerald Robotnik             | Marc Biagi                            | Chikao Ōtsuka                         |
| Maria Robotnik                        | Moriah Angeline                       | Yuri Shiratori                        |
| Tikal                                 | Elara Distler                         | Kaori Aso                             |
| Omochao                               | Lani Minella                          | Tomoko Sasaki                         |
| Big the Cat                           | Jon St. John                          | Syun Yashiro                          |
| Präsident                             | Steve Brodie                          | Kinryû Arimoto                        |
| Sekretärin & G.U.N. System            | Suzana Norberg                        | Mami Horikoshi                        |
| Big Foot Pilot & Hot Shot Pilot       | Marc Biagi                            | Koji Ochiai                           |
| Flying Dog Pilot & ARK System         | Scott Dreier                          | Tôru Ohkawa                           |

## Entwicklung
Nach der Fertigstellung der internationalen Version von Sonic Adventure kündigte Sega am 4. Oktober 1999 einen Nachfolger und ein Spin-Off (Sonic Shuffle) zu Sonic Adventure an. Zur Ideensammlung reiste das Entwicklerteam in den Yosemite-Nationalpark und zur San Francisco Bay Area, sammelte aber vorwiegend Inspiration aus den Straßen von San Francisco, dem Standort des Sonic Teams USA. Chefentwickler Yūji Naka gab bekannt, dass die Entwicklung diesmal leichter fiel, da man mit der Hardware vertraut war und wusste, wie man diese bestmöglich ausreizt.
Sonic Adventure 2 war erstmals auf der E3 2000 zu sehen, damals noch mit der Titelmelodie des Vorgängers, mit nur Sonic, Dr. Eggman und Knuckles als spielbare Charaktere und Shadow trug noch den Entwicklungsnamen „Terios“. Neue Trailer und Screenshots wurden am 30. Mai 2001 veröffentlicht, zudem wurde bekanntgegeben, dass es sich um das Spiel des 10-jährigen Sonic-Jubiläums und dem letzten Sonic-Spiel für das Sega Dreamcast handele.
Dataminer haben nach Veröffentlichung des Spiels einiges an unbenutzten Inhalt des Spiels rekonstruieren können, beispielsweise Voiceclips bei Niederlagen in Bosskämpfen, Synchronsprecher-Outtakes und sogar minutenlange Audioaufnahmen einer nie umgesetzten Zwischensequenz unmittelbar vor dem Endbosskampf gegen den Finalhazard, als der Präsident die Hoffnung verliert und seine Sekretärin versucht, ihm wieder Mut zu machen.

## Mehrspieler-Modus
Das Spiel verfügt über einen Mehrspieler-Modus, der auf der Nintendo GameCube-Version mehr Inhalt bietet als auf der Sega-Dreamcast-Version, in der HD-Version von 2012 jedoch als kostenpflichtiger DLC zusätzlich gekauft werden muss. Dabei treten zwei Spieler in den verschiedenen Gameplay-Varianten gegeneinander an.
In den Geschwindigkeitspassagen von Sonic und Shadow stehen in den aus dem Einzelspieler-Modus bekannten, aber verkürzten Action Stages zusätzlich die Charaktere Amy Rose und Metal Sonic zur Auswahl bereit, während man sich im Gameplay von Tails und Dr. Eggman auf eigenen Mehrspieler-Kampfarenen bekriegt und auch der Chao Walker sowie je nach Version entweder Big the Cat (Sega Dreamcast) oder der Dark Chao Walker (seit Nintendo GameCube) spielbar sind. Bei Knuckles und Rouge gewinnt derjenige, der zuerst alle Master Emerald-Splitter der bekannten Action Stage gefunden hat, dabei sind auch Tikal und Chaos aus dem Vorgängerspiel zum ersten und einzigen Mal in der Sonic-Serie spielbar.

## Chao Garden
Wie auch Sonic Adventure besitzt das Spiel einen Zusatzmodus, in dem man Tamagotchi-ähnliche Wesen pflegen und weiterentwickeln kann. Diese Wesen, sogenannte Chao (Singular und Plural gleich) halten sich in drei verschiedenen, freischaltbaren Chao-Gärten (Normal, Himmel und Hölle) auf und verfügen über Eigenschaften (Flug, Schwimmen, Rennen, Kraft und Ausdauer), die sich durch im Hauptspiel aufgesammelten Objekte („Chaos-Drives“-Kapseln und kleine Tiere) und im Garten findbare Früchten verbessern lassen. Chao entwickeln sich zu neutralen, Hero- oder Dark-Chao, abhängig davon mit welchen Charakteren der Spieler sie umsorgt. Chao können in Chao-Rennen oder dem neuen Chao-Karate gegeneinander antreten, der Einfluss des Spielers beschränkt sich hierbei jedoch nur darauf, seine Figur anzufeuern, der Rest hängt von ihren Statuswerten ab. Auf dem Sega Dreamcast konnte man auch einen Chao auf die VMU laden und unterwegs begleiten, ihm helfen und Früchte gewinnen. Verband man zwei VMUs mittels Chao Adventure, konnte man die Chao auch gegeneinander antreten lassen oder sie paaren. Neu war der Chao-Kindergarten, in dem man seine Chao spielen oder vom Arzt untersuchen lassen konnte, darin gab es aber auch einen sogenannten Schwarzmarkt, der seltene Früchte oder Dekorationsgegenstände gegen Ingame-Währung anbot.
Man erreicht die Chao-Gärten, wenn man mit einem der sechs Charaktere im Hauptspiel einen Chao-Schlüssel in einer Action Stage findet und ohne Lebensverlust das Ziel erreicht. Nur im Chao Garden sind Tails und Dr. Eggman so ohne ihre Maschinen zu Fuß laufend spielbar. Anschließend kann der Chao Garden vom Levelauswahlmenü aus betreten werden.
Auf dem Nintendo GameCube konnte man mit einem speziellen Verbindungskabel namens „DOL-011“ seinen Nintendo GameCube mit einem Game Boy Advance verbinden und so seine Chao-Figuren zwischen dem Chao Garden und dem auf Sonic Advance, Sonic Advance 2 und Sonic Pinball Party enthaltenen Tiny Chao Garden beliebig transferieren.

## Neuveröffentlichungen und Nachfolger
Nach der Erstveröffentlichung von Sonic Adventure 2 und Sonic Adventure 2 Battle 2001 wurde das Spiel 2012 in HD und 16:9 für die Online-Stores von PlayStation 3, Xbox 360 und Steam neu herausgebracht, wobei der Mehrspieler-Modus als kostenpflichtiger DLC angeboten wurde.
Weitere Hauptspiele der Serie in 3D waren in der Folge Sonic Heroes (2003), Shadow the Hedgehog (2005), Sonic the Hedgehog (2006), Sonic Unleashed (2008), Sonic Colours (2010), Sonic Generations (2011), Sonic Lost World (2013), Sonic Boom: Lyrics Aufstieg (2014), Sonic Forces (2017) und Sonic Frontiers (2022).

## Rezeption
Sonic Adventure 2 wurde allgemein positiv bewertet und gerade im Vergleich zum Vorgänger traten Spielfehler und Kameraprobleme deutlich weniger auf. In höchsten Tönen wurde der abwechslungsreiche und hochqualitative Soundtrack gelobt, aber auch das Gameplay fokussierte sich stärker auf die spielspaßfördernden Elemente. Auch die Handlung, die flüssigen 60 fps und der Mehrspieler-Modus wurde positiv aufgenommen. Die Grafik innerhalb der Level wurde gelobt, nur die Charaktermodelle erschienen in Ingame-Zwischensequenzen bereits ein wenig altbacken.

„Grafik-Overkill: Seht Ihr Sonic Adventure 2 zum ersten Mal, dann fällt Euch garantiert die Kinnlade runter. Bestach der Vorgänger schon mit brillanter Optik, so legt der zweite Teil in allen Bereichen noch eins drauf: Superschnelles Scrolling, fantastische, teils fotorealistische Texturen und eine großartige Weitsicht zeigen, was im Dreamcast steckt. Nur gelegentlich trüben Pop-Ups und vereinzelte Ruckler den erstklassigen Eindruck. Doch auch der Rest hat gegenüber dem eineinhalb Jahre alten Vorgänger zugelegt: Deutlich mehr Level, die Möglichkeit, als Mitglied der Heldentruppe oder auf Seiten der Bösewichte zu kämpfen, ein akzeptabler Zweispieler-Modus sowie eine erweiterte Chao-Zucht freuen nicht nur Sonic-Fans. Allerdings vergällt die störrische Kamera mit ungünstigen Einstellungen des Öfteren den Spielspaß.“

Auch aus kommerzieller Sicht war das Spiel ein Erfolg, jedoch noch nicht bei seiner Erstveröffentlichung. Auf dem Sega Dreamcast hat sich Sonic Adventure 2 insgesamt 109.300-mal verkauft und lag damit weit unter den Erwartungen, was jedoch in der späten Veröffentlichung innerhalb der Lebensspanne des Sega Dreamcast begründet liegt. Auf dem Nintendo GameCube verkaufte sich Sonic Adventure 2 Battle 2,56 Millionen Mal und belegt damit Platz 8 der meistverkauften GameCube-Spiele. Auf Xbox Live Arcade wurde das Spiel bislang 108.000-mal und auf Steam 614.000-mal heruntergeladen.